# 首都高バトル0
『首都高バトル0』（しゅとこうバトルゼロ）は、元気がSCE・PS2移籍第2弾として2001年3月15日に発売したレースゲームで、首都高バトルシリーズの一本。通称「首都バト0」または「首バト0」。
かつて発売されていた、SCE・PlayStationの首都高バトルシリーズとは違い、セガ・ドリームキャスト版がベースとなっている。なお、スーパーファミコン版からPlayStation版までは土屋圭市と坂東正明が監修していたが、ドリームキャスト版からは監修には当たっていない（ただしドリームキャスト版には、坂東正明がアドバイスを加えたガイドブックが発売されていた）。

## 概要
ドリームキャスト版からのコンセプトに首都高完全再現がある。車線から道路標識まで首都高をほぼ完全に再現しており、東京タワーやお台場のフジテレビなどの主要な建物も再現されている。しかし、他の一般的なビルや、首都高から見える会社の広告までは再現されておらず、東京高速道路の乗継料金所も省略されている。
この首都高を舞台にして、幾多のライバルを倒しながら走り屋の頂点を目指すゲームである。ストーリーは三部構成となっており、第一部では『迅帝』、第二部では『白いカリスマ』、第三部では『???』がそれぞれ最終ボスとして待ち受ける。

## ゲームのシステム

### バトル
通常のレースゲームのような、先にゴールした方が勝ちというシステムではなく、首都高を走っているライバルカーを後方からヘッドライトでパッシングしてバトルを開始し、お互いのSP（Spirit Point=精神力）を消費し合い、先にSPが尽きた方が負けというシステムになっている。SPは対戦相手に先行されるか、障害物に接触することで消費されて行く。なお、接触による消費は無効にできる。また、分岐点で対戦メンバーがそれぞれ違う方向に進んでしまうと、『DRAW（=引き分け）』となる。
ライバルにバトルを受ける気がない時や、パッシング後一定時間が経過した時には、画面上に大きなバツ印が表示され、バトルはキャンセルされる。また、自分からプレイヤーにバトルを挑んでくるライバルも存在するが、これに関してもブレーキを踏むことでキャンセルできる。
高回転高負荷運転を続けていると、トリップメーターに応じてエンジン・タイヤに性能劣化が生じ、加速が鈍くなったり本来の最高速性能を発揮出来なくなる。性能劣化の速度を遅らせる対策として、ライバルを探す際に低回転を維持（手動変速のみ）したり、ターボ車はブースト圧を下げる（出力は低下する）ことが挙げられる。ガレージに戻るとトリップメーターはリセットされ、性能劣化も解消する。
- Let me go

リプレイが90秒以上に及んだ際、R2ボタンを押しながらリプレイ画面へ行くと女性ボーカル曲『Let me go』が流れる隠し要素がある。ただし曲自体は4分近くあり、最後まで聞くのはかなり難しい。なお、走行中やリプレイの曲はオプション設定で変更可能である。

### CP
バトルによりライバルを倒すと、CPと呼ばれるゲーム内通貨を獲得できる。CPは初顔合わせのライバルを倒した時や短時間で倒した時、特殊なライバルに勝利した時などに多く獲得でき、ライバルに負けてもほんの少しだけCPが貰える。第一部・第二部をクリアすると、非常に多くのボーナスCPが貰える。

### チューニングパーツ
CPを貯めるとチューニングパーツを購入・装備することができ、一般にCPが多いほど性能の良いチューニングパーツとなっている。エンジンやトランスミッションなど、車両の性能に大きな影響のあるパーツから、ホイールやエアロパーツ、カラーリングなどのドレスアップパーツまで様々なパーツが準備されており、プレイヤーの好みを自車に反映できる仕組みになっている。首都高入口選択画面からL1、L2、R1、R2いずれかのボタンを押しながら走行画面へ行くと、押したボタンに対応したマスコットが装着される隠し要素がある。
低レベルのチューニングパーツはゲーム開始時からショップで売られているが、性能はさほど上昇しない。高レベルのチューニングパーツはゲームを進行させたり、特定のライバルを倒した時に入荷され、以降はチューニングショップで購入可能となる。
また、チームのリーダーを倒すと、そのチームのステッカーがチューニングショップに入荷される。WANDERER、ボスについても同様である。

### LPS
LPSとはラブ・パワー・システムの略で、走行距離が3,000kmを越えると発動し、桁外れに強力な高性能パーツがチューニングショップで発売される。LPSは車1台ごとに専属のもので、違う車種や、同車種を再度購入した場合には適用されない。

### B.A.D.システム
B.A.D.とは"Battle Ability Decision"の略で、ゲーム開始時にランダムに『通り名』が付けられ、以降は『通り名』でプレイしていくことになる。『通り名』はそれまでの勝利回数や最高速度、あるいは接触の頻度などの走行履歴により20バトル毎に見直され、荒い運転を繰り返していると荒っぽい『通り名』に変化し、クリーンなバトルを繰り返していると賞賛を意味する『通り名』に変化していく。QUESTモードを敗北せずにクリアすると『首都高の伝説』の称号が贈られる。
なお、特定の車種に特定のステッカーを貼ると、ゲーム履歴に関係なく特別な『通り名』に変わることがある。以下はその一例。
- チームリーダーやメンバーの搭乗車種にチームのステッカーを貼ると、そのチームに関係する通り名になる。
- 『迅帝』のマシンに『迅帝』のステッカーを貼ると、勝ち数と負け数に応じて「～迅帝」が絡む通り名になる。
- 『白いカリスマ』のマシンに『白いカリスマ』のステッカーを貼ると、ボディカラーに応じて「～カリスマ」が絡む通り名になる[3]。

### オービス
実際の首都高速道路と同位置（2001年当時）に速度自動取締機（オービス）が設置されており、ライバルとのバトル中に１００Km/hを超過してオービス前を通過すると、赤色のストロボが焚かれサイレンが鳴動する。バトル終了後のリプレイでは証拠写真を見ることができる。バトルを終えてガレージに戻る際、違反回数や速度に応じてCPが差し引かれるが、8分の1の確率で『Safe』となりCPが差し引かれないことがある。また、カスタムカーには可変ナンバープレートが標準装備されており、オービスに検知されても必ず『Safe』となるため、CPが差し引かれることはない。

### ナンバープレート
日本各地の地名と、好きな数字を組み合わせたナンバープレートを付けることができる。ひらがな部分を｢ろ｣にすることで字光式ナンバーを選択することも可能である。特定の条件を満たしたナンバープレートでないとバトルに応じないWANDERERも存在するが、ナンバープレートはガレージで任意に書き換えることができる。

## 登場車種

### 登場車種について
プレイヤーはカーショップで自分の車を購入してゲームを進める。車種は幅広く、クーペ、ハッチバック、セダンはもとより、ステーションワゴン、軽自動車、1BOXミニバンまで自車として使用することができ、ライバルも同様にこれらの車種で登場する。ゲーム開始時に購入できる車種は非常に少なく、ライバルを倒すことでそのライバルが搭乗していた車種が入荷される。購入した車はガレージ内に計50台まで保管できる。なお、特定の車種に乗っていないとバトルに応じないWANDERERも存在する。他にもアザーカーとして一般車、トラック、タクシー、社用車、特殊車両などが登場する。また、バトルをしていないライバルはアザーカーとして走行している。
登場車種はメーカーの公認を取っていないため、すべて形式番号やグレード名を組み合わせた独自の名前が付けられている。そのため、次作『首都高バトル01』にはないホンダ車が登場したり、車名のエンブレムが実車と異なっているなど、実車との差別化が図られている。なお、車名は任意に変更できるので、実車相当の名前に書き換えることも可能である。

### 車種リスト
全165台。性能によって上位からCLASS A、B、Cと区分されている。
CLASS A
- TYPE-ST205 - トヨタ・セリカ GT-FOUR（ST205型）
- TYPE-SW20GT - トヨタ・MR2 GT（SW20型）
- TYPE-A70TTR - トヨタ・スープラ 2.5GT ツインターボR（JZA70型）
- TYPE-A70GTA - トヨタ・スープラ 3.0GT ターボA（MA70型）
- TYPE-A80RZ - トヨタ・スープラ RZ（JZA80前期型）
- TYPE-A80RZM - トヨタ・スープラ RZ（JZA80後期型）
- TYPE-100TV - トヨタ・チェイサー ツアラーV（JZX100前期型）
- TYPE-100TVM - トヨタ・チェイサー ツアラーV（JZX100後期型）
- TYPE-100MV - トヨタ・マークII ツアラーV（JZX100前期型）
- TYPE-100MVM - トヨタ・マークII ツアラーV（JZX100後期型）
- TYPE-JZZ30 - トヨタ・ソアラ 2.5GT-T（JZZ30型）
- TYPE-S15R - 日産・シルビア spec-R（S15型）
- TYPE-R34GT - 日産・スカイライン 25GTターボ（ER34前期型）
- TYPE-R34GTM - 日産・スカイライン 25GTターボ（ER34後期型）
- TYPE-Z32VS - 日産・フェアレディZ VersionS TwinTurbo 2シーター（CZ32型）
- TYPE-R32RN - 日産・スカイラインGT-R NISMO（BNR32前期型）
- TYPE-R32RV2 - 日産・スカイラインGT-R V-specII（BNR32後期型）
- TYPE-R33RV - 日産・スカイラインGT-R V-spec（BCNR33前期型）
- TYPE-R33RVM - 日産・スカイラインGT-R V-spec（BCNR33後期型）
- TYPE-R34RV - 日産・スカイラインGT-R V-spec（BNR34前期型）
- TYPE-R34RVM - 日産・スカイラインGT-R V-specII（BNR34後期型）
- TYPE-AP1 - ホンダ・S2000（AP1型）
- TYPE-AP1HT - ホンダ・S2000（AP1型、ハードトップ仕様）
- TYPE-NA1 - ホンダ・NSX TypeR（NA1型）
- TYPE-NA2 - ホンダ・NSX TypeS Zero（NA2型）
- TYPE-CE9A - 三菱・ランサーエボリューションIII GSR（CE9A型）
- TYPE-CN9A - 三菱・ランサーエボリューションIV GSR（CN9A型）
- TYPE-CP9A5 - 三菱・ランサーエボリューションV GSR（CP9A型）
- TYPE-CP9A6 - 三菱・ランサーエボリューションVI GSR（CP9A型）
- TYPE-CP9A6M - 三菱・ランサーエボリューションVI GSR T.M.エディション（CP9A型）
- TYPE-CT9A - 三菱・ランサーエボリューションVII GSR（CT9A型）
- TYPE-Z16A - 三菱・GTO ツインターボ（Z16A型）
- TYPE-Z15A - 三菱・GTO ツインターボMR（Z15A型）
- TYPE-Z15AM - 三菱・GTO ツインターボMR（Z15A最終型）
- TYPE-FD3RZ - マツダ・アンフィニRX-7 TypeRZ（FD3S型）
- TYPE-FD3RS - マツダ・RX-7 TypeRS（FD3S型）
- TYPE-JCESE - マツダ・ユーノスコスモ 20B TYPE-E CCS（JCESE型）
- TYPE-GC8C4 - スバル・インプレッサ WRXtypeR STi VersionIV（GC8型）
- TYPE-GC8S4 - スバル・インプレッサ WRX STi VersionIV（GC8型）
- TYPE-GC8W4 - スバル・インプレッサ スポーツワゴン WRX STi VersionIV（GC8型）
- TYPE-GC8C5 - スバル・インプレッサ WRX typeR STi VersionV（GC8型）
- TYPE-GC8S5 - スバル・インプレッサ WRX STi VersionV（GC8型）
- TYPE-GC8W5 - スバル・インプレッサ スポーツワゴン WRX STi VersionV（GF8型）
- TYPE-GC8C6 - スバル・インプレッサ WRX typeR STi VersionVI（GC8型）
- TYPE-GC8S6 - スバル・インプレッサ WRX STi VersionVI（GC8型）
- TYPE-GC8W6 - スバル・インプレッサ スポーツワゴン WRX STi VersionVI（GF8型）
- TYPE-GC8K - スバル・インプレッサ 22B-STi Version（GC8改）
- TYPE-TAGDA - スバル・インプレッサ WRX NB（GDA型）
- TYPE-TASTI - スバル・インプレッサ WRX STi（GDB型）
- TYPE-BE5 - スバル・レガシィB4 RSK（BE5型）
- TYPE-BH5B - スバル・レガシィツーリングワゴン GT-B E-tuneII（BH5型）
- TYPE-E36 - BMW・M3（E36）
- TYPE-964C2 - ポルシェ・911 Carrera2（964）
- TYPE-964T - ポルシェ・911 Turbo 3.6（964）
- TYPE-VGTS - ダッジ・バイパー GTS

CLASS B
- TYPE-ST202 - トヨタ・セリカ SS-III（ST202型）
- TYPE-SW20G - トヨタ・MR2 G（SW20型）
- TYPE-XE10RS - トヨタ・アルテッツァ RS200（XE10型）
- TYPE-T231 - トヨタ・セリカ SS-II（ZZT231型）
- TYPE-UZZ30 - トヨタ・ソアラ 4.0GT（UZZ30型）
- TYPE-A80SZ - トヨタ・スープラ SZ-R（JZA80前期型）
- TYPE-A80SZM - トヨタ・スープラ SZ-R（JZA80後期型）
- TYPE-S161V - トヨタ・アリスト V300 ベルテックスエディション（JZS161前期型）
- TYPE-S161VM - トヨタ・アリスト V300 ベルテックスエディション（JZS161後期型）
- TYPE-UCF30B - トヨタ・セルシオ B仕様（UCF30型）
- TYPE-S13K - 日産・シルビア K's 1800cc（S13型）
- TYPE-PS13K - 日産・シルビア K's 2000cc（PS13型）
- TYPE-PS13KK - 日産・シルエイティ（RPS13改）
- TYPE-RPS133 - 日産・180SX TYPE III（RPS13中期型）
- TYPE-RPS13X - 日産・180SX TYPE X（RPS13後期型）
- TYPE-S14K - 日産・シルビア K's エアロ（CS14前期型）
- TYPE-S14KM - 日産・シルビア K's エアロ（CS14後期型）
- TYPE-R30 - 日産・スカイライン 2000ターボRS（DR30前期型）
- TYPE-R30M - 日産・スカイライン 2000ターボRS-X（DR30後期型）
- TYPE-R32GTM - 日産・スカイライン GTS-t type-M（HCR32型）
- TYPE-A31C - 日産・セフィーロ クルージング（CA31型）
- TYPE-C34 - 日産・ステージア 260RS オーテックバージョン（WGNC34前期型）
- TYPE-C34M - 日産・ステージア 260RS オーテックバージョン（WGNC34後期型）
- TYPE-Y33CV - 日産・セドリック ブロアムVIP（HY33型）
- TYPE-Y33GTU - 日産・グロリア グランツーリスモ アルティマ（HY33型）
- TYPE-Y34CV - 日産・セドリック 300VIP（HY34型）
- TYPE-Y34GU - 日産・グロリア 300アルティマ（HY34型）
- TYPE-Z32ZX - 日産・フェアレディZ 300ZX 2by2（GZ32型）
- TYPE-S30ZG - 日産・フェアレディ 240ZG（HS30型）
- TYPE-BB6S - ホンダ・プレリュード TypeS（BB6型）
- TYPE-DC2 - ホンダ・インテグラ TypeR（DC2前期型）
- TYPE-DC2M - ホンダ・インテグラ TypeR 98spec（DC2後期型）
- TYPE-DB8 - ホンダ・インテグラ TypeR（DB8前期型）
- TYPE-DB8M - ホンダ・インテグラ TypeR 98spec（DB8後期型）
- TYPE-CL1 - ホンダ・アコード ユーロR（CL1型）
- TYPE-CH9 - ホンダ・アコードワゴン SiR（CH9型）
- TYPE-CHA - ホンダ・アコード EX V6（CG1型、北米仕様）
- TYPE-CFA - ホンダ・アコードクーペ EX V6（CG2型、北米仕様）
- TYPE-DE3A - 三菱・FTO GP VersionR（DE3A型）
- TYPE-D32AGS - 三菱・エクリプス（D32A型）
- TYPE-ECGT - 三菱・エクリプス GT（D53A型）
- TYPE-A187 - 三菱・スタリオン GSR-VR（A187型）
- TYPE-CBAEP - マツダ・ランティス クーペ TypeR（CBAEP型）
- TYPE-SAGTX - マツダ・サバンナRX-7 ターボ GT-X（SA22C型）
- TYPE-FC3X - マツダ・サバンナRX-7 GT-X（FC3S型）
- TYPE-FC3E3 - マツダ・サバンナRX-7 アンフィニIII（FC3S型）

CLASS C
- TYPE-AE86L3 - トヨタ・カローラレビン GT-V 3ドア（AE86型）
- TYPE-AE86T3 - トヨタ・スプリンタートレノ GT-V 3ドア（AE86型）
- TYPE-AE86L2 - トヨタ・カローラレビン GT-APEX 2ドア（AE86型）
- TYPE-AE86T2 - トヨタ・スプリンタートレノ GT-APEX 2ドア（AE86型）
- TYPE-AE111RL - トヨタ・カローラレビン BZ-R（AE111型）
- TYPE-AE111RT - トヨタ・スプリンタートレノ BZ-R（AE111型）
- TYPE-W30 - トヨタ・MR-S Sエディション（ZZW30型）
- TYPE-XE10AS - トヨタ・アルテッツァ AS200（XE10型）
- TYPE-NCP35 - トヨタ・bB Z Xバージョン（NCP31型）
- TYPE-N15N1 - 日産・パルサーセリエ VZ-R N1（JN15型）
- TYPE-S13Q - 日産・シルビア Q's 1800cc（S13型）
- TYPE-PS13Q - 日産・シルビア Q's 2000cc（PS13型）
- TYPE-S14Q - 日産・シルビア Q's エアロ（CS14前期型）
- TYPE-S14QM - 日産・シルビア Q's エアロ（CS14後期型）
- TYPE-S15S - 日産・シルビア spec-S（S15型）
- TYPE-S30Z - 日産・フェアレディZ Z-L（S30型）
- TYPE-KPGC10 - 日産・スカイライン 2000GT-R（KPGC10型）
- TYPE-PP1 - ホンダ・ビート（PP1型）
- TYPE-EF8 - ホンダ・CR-X SiR（EF8型）
- TYPE-EF8G - ホンダ・CR-X SiR（EF8型、グラストップ仕様）
- TYPE-EG6 - ホンダ・シビック SiR（EG6型）
- TYPE-EKC - ホンダ・シビッククーペ Si（EM1型）
- TYPE-EK9 - ホンダ・シビック TypeR（EK9前期型）
- TYPE-EK9M - ホンダ・シビック TypeR（EK9後期型）
- TYPE-RF2 - ホンダ・ステップワゴン（RF2型）
- TYPE-PG6SA - マツダ・オートザムAZ-1（PG6SA型）
- TYPE-NB8RS - マツダ・ロードスター RS（NB8C前期型）
- TYPE-NB8RSM - マツダ・ロードスター RS（NB8C後期型）
- TYPE-RX3 - マツダ・サバンナGT（S124型）
- TYPE-EA11R - スズキ・カプチーノ（EA11R型）
- TYPE-EA21R - スズキ・カプチーノ（EA21R型）
- TYPE-N5S16 - プジョー・306 S16（N5前期型）
- TYPE-N5S16M - プジョー・306 S16（N5後期型）

このほか、ライバル専用のカスタムカーが存在する。
アザーカー
- TYPE-YXS1 - トヨタ・クラウンコンフォート（YXS10型）
- TYPE-WHR69 - いすゞ・エルフルートバン（WHR69型）
- TYPE-EE98V - トヨタ・スプリンターバン（EE98V型）
- TYPE-NKR58E - いすゞ・エルフ（NKR58型、平ボディ車）
- TYPE-FV - 三菱ふそう・スーパーグレート（KC-FV系）
- TYPE-EE98VS - トヨタ・スプリンターバン（EE98V型、道路公団仕様）
- TYPE-NKR58S - いすゞ・エルフ（NKR58型、道路公団仕様）
- TYPE-NKR58R - いすゞ・エルフ（NKR58型、タンクローリー車）
- TYPE-SCP10 - トヨタ・ヴィッツ（SCP10型）
- TYPE-RA9 - ホンダ・オデッセイ（RA9型）
- TYPE-CHRT - ダッジ・チャージャー R/T

これらは使用はおろか入手すらできないが、i-modeとの通信サービス（終了済）で配信されていた時期が過去に存在した。

## 収録コース
- 都心環状線（C1）：全線
- 八重洲線・東京高速道路：全線
- 6号向島線：江戸橋JCT - 箱崎JCT
- 9号深川線：全線
- 11号台場線：全線
- 湾岸線[注釈 1]（B）：辰巳JCT - 大黒JCT
- 1号羽田線：全線
- 神奈川1号横羽線（K1）：羽田出入口 - 生麦JCT
- 神奈川5号大黒線（K5）：全線

## ライバルについて
- ライバル数は400人で、チームライバル、WANDERER、13DEVILS、The Zodiacの四種類に分類される。全てのライバルに名前と人物紹介が付けられている。
- 最も人数が多いのがチームを成しているライバルである。リーダー以外のメンバーを全て倒すと、リーダーがバトルを仕掛けてくるシステム[10]。チームは基本的に5～8人での編成だが、それ以上の人数のチームも存在する。
- WANDERERはチームを組まず単独で走る敵である。ライバルによって強さはまちまちだが、勝利時の賞金は一貫して多めに設定されている。特殊な条件を満たさなければ登場せず、ライバル自体の強さよりこちらの方が厄介なことも。全60人。
- 13DEVILS（THIRTEEN DEVILS・十三鬼将）、The Zodiac（十二覇聖）はいわゆるボス級のライバルであり、桁外れの強さを誇る。倒すことができればゲームは新たな局面に突入し、コース・ライバルの追加、新パーツの入荷などが行われる。逆に言えば彼らを倒さない限り、ゲームは進行しない。
- No.399までのライバル全員を撃破すると、ラスボスである“？？？”が現れる。勝利するとパーフェクトエンディングが流れ、ゲームは一通りの完結を迎える。